# Phymatodes amoenus
Phymatodes amoenus là một loài bọ cánh cứng trong họ Cerambycidae.